# كنانيفيتاس
كنانيفيتاس - (وتعني أساتذة الكراث)  - كانت قبيلة جرمانية عاشت في دلتا الراين، على الجزء الغربي من الجزيرة الباتافية (مقاطعة جرمانيا السفلي، بيتوفه حالياً في الجزء الغربي من هولندا)، في العصر الروماني قبل وأثناء الغزو الروماني.
كانوا يعيشون على الأراضي الرملية التي كانت تربة ممتازة لزراعة البصل وفي الوقت الحاضر لتنمو زهور الأقحوان. في بداية الثورة الباتافية تحت لواء جايوس يوليوس سيفيلس في العام الفوضوي 69 الميلادي أرسل الباتافيون مبعوثين إلى كنانيفيتاس للحث على سياسة مشتركة. ويقول تاسيتس (قصة تاريخية كتاب الرابع ) «هذه هي القبيلة التي تسكن جزء من الجزيرة وتشبه عن كثب الباتافيين في أصلهم ولغتهم، وطابعهم الشجاع، لكنها أقل في العدد.» وفي الانتفاضة الفاشلة التي تلت ذلك قاد الكنانيفيين زعيم لهم يدعى برينو، وهو ابن القائد الذي كان قد واجه كاليجولا (الإمبراطور الروماني).
وعاصمة كنانيفيتاس كانت  فورم هادرياني ، فوربرغ الحالية بمقاطعة جنوب هولندا بهولندا.